# Luftangriff auf die Brücke bei Varvarin

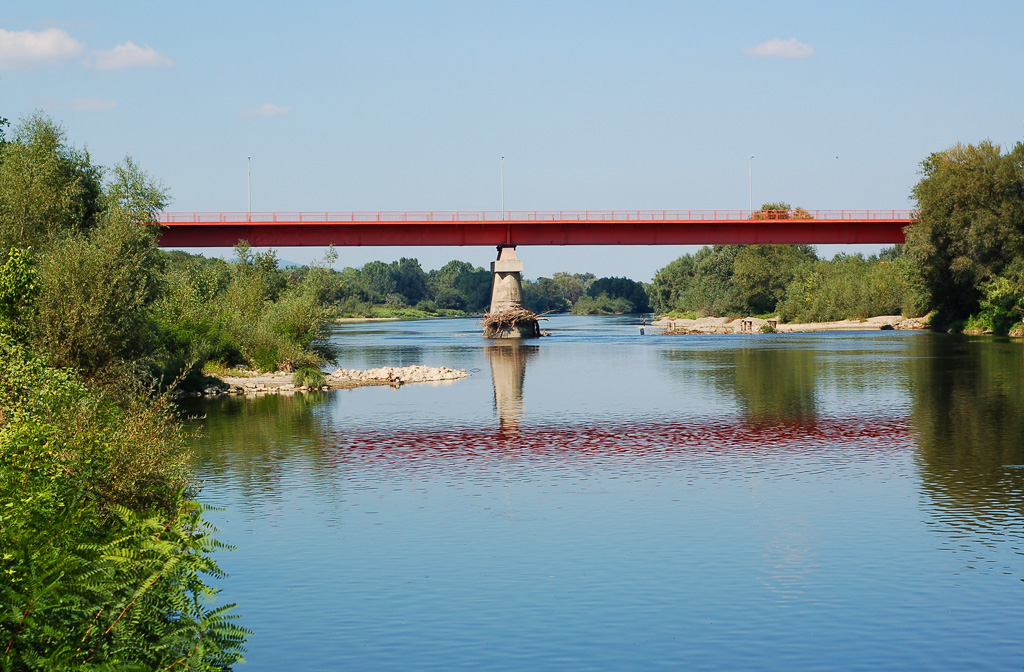
Die Brücke bei Varvarin nach dem Wiederaufbau

Der Luftangriff auf die Brücke bei Varvarin war ein Angriff von NATO-Kampffliegern am 30. Mai 1999 während des Kosovokrieges auf eine Brücke nahe der serbischen Kleinstadt Varvarin, bei dem zehn Zivilisten getötet und dreißig teilweise schwer verletzt wurden. Das Ereignis erfuhr eine hohe Aufmerksamkeit in den Medien, nachdem 35 Kläger, darunter die Eltern eines getöteten Mädchens, die Bundesrepublik Deutschland auf Schadensersatz verklagt hatten. Die Klage wurde letztinstanzlich vom Bundesgerichtshof mit Urteil vom 2. November 2006 rechtskräftig abgewiesen. Das Bundesverfassungsgericht nahm Verfassungsbeschwerden nicht zur Entscheidung an.

## Hergang des Luftangriffs
Zwei Kampfflugzeuge der NATO griffen am 30. Mai 1999 zur Mittagszeit in zwei Angriffswellen die über den Fluss Morawa führende Brücke in der serbischen Stadt Varvarin an. Sie hatten den Auftrag, diese zu zerstören, und beschossen sie mit insgesamt vier Raketen. Die Allianz nutzte den klaren Himmel, um die Bombardierungen in Jugoslawien tagsüber zu intensivieren. Wegen eines Gottesdienstes mit einer Prozession und eines Markttags mit rund 350 Ständen am orthodoxen Allerheiligenfest am Sonntag nach Pfingsten waren zahlreiche Besucher in der Stadt. Die erste Angriffswelle traf mehrere Angler und drei Mädchen, die an den Fluss gegangen waren. Nachdem zahlreiche Helfer an den Fluss geeilt waren, folgte die zweite Angriffswelle, die noch mehr Opfer forderte. Insgesamt zehn Personen starben, dreißig weitere wurden verletzt, siebzehn davon schwer. Die Opfer waren ausschließlich Zivilisten. Die Brücke wurde bei dem Angriff zerstört. Unmittelbar nachdem die zivilen Opfer bekannt geworden waren, erklärten NATO-Vertreter, die Piloten hätten keine Zivilisten gesehen. Deutsche Flugzeuge waren an dem Angriff nicht beteiligt. Die Bundeswehr stellte im Kosovokrieg aber Tornado-Aufklärungsflugzeuge. Die Informationen darüber, welche Streitkräfte der Mitgliedsstaaten an dem Angriff selbst beteiligt waren, gibt die NATO nicht preis.

## Klage gegen die Bundesrepublik Deutschland

### Prozess vor dem Landgericht Bonn
Am 15. Oktober 2003 wurde ein Schadensersatzprozess gegen die an der Operation Allied Force beteiligte Bundesrepublik Deutschland vor dem Landgericht Bonn eröffnet. 35 Kläger warfen Deutschland vor, die Angriffe durch Aufklärung und Begleitschutz unterstützt zu haben. Bundeswehrsoldaten hätten das Ziel mit ausgewählt und somit den Angriff möglich gemacht. In Varvarin und Umgebung habe es jedoch keine nennenswerten militärischen Einrichtungen gegeben. Die Kläger hoben besonders das Schicksal der fünfzehnjährigen Sanja Milenković hervor, die unter den Todesopfern war.
Mit Urteil vom 10. Dezember 2003 wurde die Klage als zulässig, aber unbegründet zurückgewiesen. Die geltend gemachten Ansprüche fänden weder im Völkerrecht noch im deutschen Staatshaftungsrecht eine rechtliche Grundlage. Normen des Völkerrechts, die den Klägern als Individuen für die Folgen des Angriffs einen Anspruch auf Schadensersatz oder Schmerzensgeld einräumen, existierten nicht. Eine weitere Aufklärung des Hergangs sei daher nicht erforderlich.

### Prozess vor dem Oberlandesgericht Köln
In zweiter Instanz wies das Oberlandesgericht Köln mit Urteil vom 28. Juli 2005 die Berufung zurück und verneinte ebenfalls Schadensersatzansprüche.
Hinsichtlich der Ansprüche auf Basis des Völkerrechts folgte das Oberlandesgerichts den „zutreffenden Ausführungen im angefochtenen Urteil“. Hinsichtlich Ansprüchen aus dem nationalen Recht verneinte es ebenfalls Ansprüche aus den Grundrechten, weil es an einer „konkreten anspruchsbegründenden Norm“ fehlte, um einen Anspruch zu eröffnen. Hinsichtlich des Staatshaftungsrechtes hielt der Senat die „allgemeinen Regelungen des Staatshaftungsrechts auch im Falle bewaffneter Auseinandersetzungen jedenfalls insoweit grundsätzlich für anwendbar, als der Staat dabei in völkerrechtswidriger Weise die primärrechtlichen Ansprüche des Einzelnen auf Einhaltung des humanitären Völkerrechts verletzt.“ Der Bundesrepublik Deutschland haftungsrechtlich zurechenbare Handlungen ließen sich aber nicht feststellen.

### Prozess vor dem Bundesgerichtshof
Diese Feststellung des Oberlandesgerichts wurde bei der Revision des Urteils durch den Bundesgerichtshof am 2. November 2006 nicht bestätigt: Der Bundesgerichtshof ließ die Frage nach der Anwendbarkeit des Amtshaftungsrechts ausdrücklich offen. Die Klage war somit letztinstanzlich und rechtskräftig abgewiesen.

### Verfassungsbeschwerde beim Bundesverfassungsgericht
Die Kläger reichten daraufhin, u. a. mit Unterstützung der Rechtsanwälte Sönke Hilbrans und Wolfgang Kaleck eine Verfassungsbeschwerde beim Bundesverfassungsgericht ein, das diese Beschwerde mit Beschluss vom 13. August 2013 teilweise als unzulässig, teilweise als unbegründet nicht zur Entscheidung annahm. Es gebe keine allgemeine Regel des Völkerrechts, nach der dem Einzelnen bei Verstößen gegen das humanitäre Völkerrecht ein Anspruch auf Schadensersatz zustehe. Derartige Ansprüche stünden grundsätzlich nur dem Heimatstaat des Geschädigten zu, hieß es in der Begründung. Auch ein Anspruch wegen Verletzung von Sorgfaltspflichten bestehe nicht. Es sei nicht erwiesen, dass deutsche Amtsträger von den konkreten Umständen des Angriffs gewusst hätten.
Der Staat Serbien, der formal Entschädigungen für die Opfer des Luftangriffes fordern könnte, machte mindestens bis September 2013 keine Entschädigungsansprüche geltend.

## Weiteres

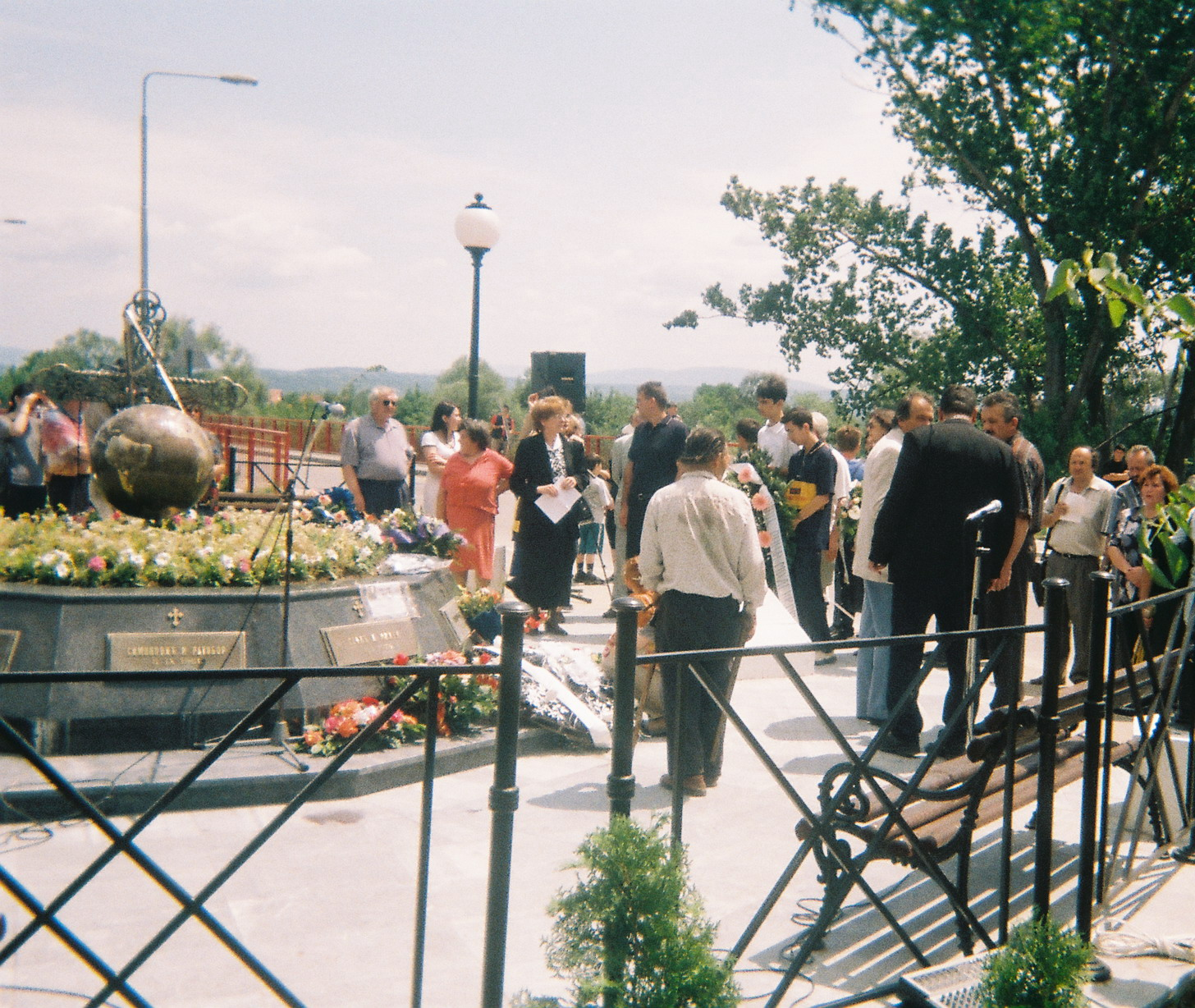
Denkmal während der Gedenkveranstaltung am 30. Mai 2001

Im November 1999 wurde ein Neubau der zerstörten Brücke freigegeben. Zur Erinnerung wurde im Ort ein Denkmal errichtet. Auch zwei beim Angriff umgeknickte Pappeln zeugen vom Angriff.
Nach einem Artikel im European Journal of International Law aus dem Jahr 2001 waren die zivilen Opfer des Luftangriffs Anlass für die NATO, ihre Einsatzrichtlinien zu ändern. Ziele, bei denen mit der Nähe von Zivilisten zu rechnen ist, wurden nicht mehr angegriffen. Dies sei nicht als Schuldeingeständnis zu werten, sondern als das Bemühen, die Einsatzpraxis im Hinblick auf die Verhältnismäßigkeit kontinuierlich anzupassen.